# Arenaria commagenae
Arenaria commagenae är en nejlikväxtart som beskrevs av Celebioglu och Favarge. Arenaria commagenae ingår i släktet narvar, och familjen nejlikväxter. Inga underarter finns listade i Catalogue of Life.